# Маленін (Великопольське воєводство)
Маленін (пол. Malenin, нім. Lützeldorf) — село в Польщі, у гміні Вітково Гнезненського повіту Великопольського воєводства.
Населення — 108 осіб (2011).
У 1975-1998 роках село належало до Конінського воєводства.

## Демографія
Демографічна структура станом на 31 березня 2011 року:
|          | Загалом | Допрацездатний вік | Працездатний вік | Постпрацездатний вік |
| -------- | ------- | ------------------ | ---------------- | -------------------- |
| Чоловіки | 58      | 12                 | 44               | 2                    |
| Жінки    | 50      | 8                  | 33               | 9                    |
| Разом    | 108     | 20                 | 77               | 11                   |